# 旧施文特
旧施文特是奥地利上奥地利州谢尔丁县的一个市镇。总面积13平方公里，总人口640人，人口密度49.2人/平方公里（2005年）。